# Olekszandr Szemenovics Ponomarjov
Olekszandr Szemenovics Ponomarjov (ukránul: Oлександр Семeнович Пономарьов, oroszul: Александр Семёнович Пономарёв (Alekszandr Szemjonovics Ponomarjov); Korszuny, 1918. április 23. – Moszkva, Szovjetunió, 1973. június 7.) ukrán labdarúgócsatár, edző.